# Шюбельбах
Шюбельбах (нім. Schübelbach) — громада в Швейцарії в кантоні Швіц, округ Марх.

## Географія
Громада розташована на відстані близько 115 км на схід від Берна, 27 км на північний схід від Швіца.
Шюбельбах має площу 29 км², з яких на 7,1 % дозволяється будівництво (житлове та будівництво доріг), 47,4 % використовуються в сільськогосподарських цілях, 42,8 % зайнято лісами, 2,7 % не є продуктивними (річки, льодовики або гори).

## Демографія
2019 року в громаді мешкало 9190 осіб (+8,7 % порівняно з 2010 роком), іноземців було 29,8 %. Густота населення становила 317 осіб/км².
За віковим діапазоном населення розподілялося таким чином: 20,4 % — особи молодші 20 років, 64,7 % — особи у віці 20—64 років, 14,9 % — особи у віці 65 років та старші. Було 3902 помешкань (у середньому 2,3 особи в помешканні).
Із загальної кількості 2965 працюючих 187 було зайнятих в первинному секторі, 914 — в обробній промисловості, 1864 — в галузі послуг.